# Axular
Pour les articles homonymes, voir Aguerre.
Axular ou Pedro Agerre Axular ou sous son nom de naissance Pedro Agerre Azpilkueta, né en 1556 à Urdazubi et mort le 8 avril 1644 à Sare, est un auteur navarrais de langue basque et le principal écrivain de l'école de Sare. Il est considéré comme le meilleur prosateur de la littérature basque.
Il est aussi connu comme Axular, Pedro de Axular, Atsular (à l'origine, le nom se prononce /ats̺ular/ ; la prononciation moderne /aʃular/ est la conséquence du changement dans la valeur de la lettre x).

## Biographie

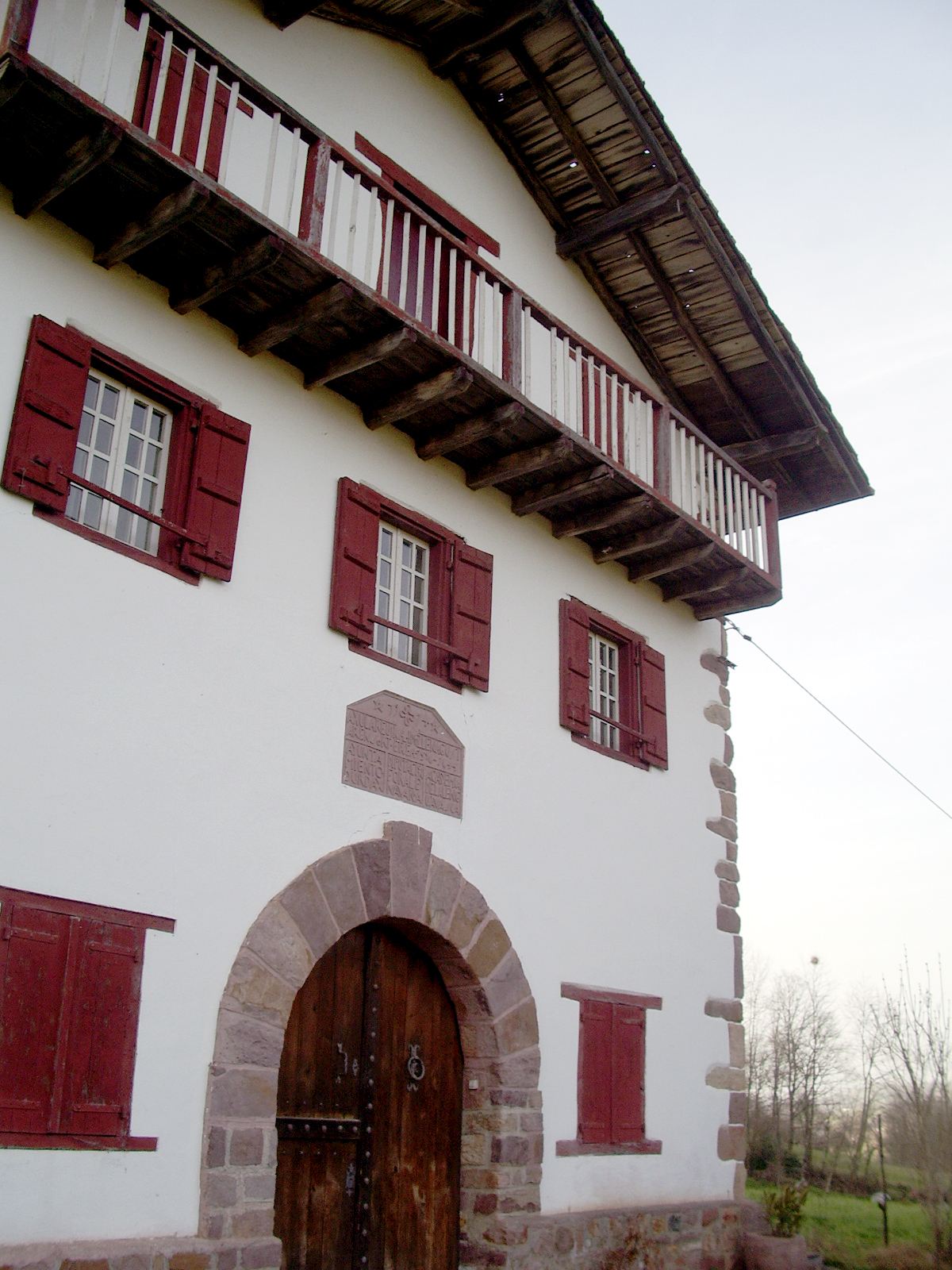
La maison natale d'Axular, à Urdax.

Il naît à Urdax, en Navarre, dans une ferme appelée Axular, d'où il recevra son surnom. Il fait ses études de théologie à Pampelune et des Sciences humaines, Rhétorique et Philosophie à Lérida et à Salamanque. En 1596 il est ordonné prêtre dans la localité française de Tarbes et pendant quatre ans, il est prédicateur à Saint-Jean-de-Luz, dont l'évêque, Bertrand d'Etxauz, le nomme par la suite recteur de Sare.
Un prêtre de Saint-Jean-de-Luz, nommé Joanes Harostegi, le dénonce, croyant avoir droit à la paroisse et alléguant qu'Axular est étranger. Axular soutient qu'il est Navarrais et, en conséquence, sujet du roi de France et de Navarre Henri IV et demande sa naturalisation. La réponse du monarque ne se fait pas attendre : la naturalisation est inutile car, étant navarrais, il est lui aussi sujet du roi. Ainsi, le Parlement de Bordeaux déclare deux jours plus tard qu'Axular est maintenu dans sa charge. Il reste dans cette paroisse durant le reste de sa vie, où il décède en 1644.

## Axular dans le folklore populaire
Dans l'imaginaire populaire, le personnage d'Axular est transformé en protagoniste de quelques histoires traditionnelles. À la suite d'entretiens avec des anciens de Sare, l'ethnologue José Miguel de Barandiaran raporte les légendes selon lesquelles Axular et son frère se seraient formés aux sciences occultes dans l'université fondée par le diable dans une grotte de Salamanque. De là, il aurait reçu ses talents rhétoriques et son érudition qui suscitaient l'admiration dans toute sa paroisse. Axular doit cependant vivre le reste de sa vie sans son ombre, donnée au diable comme paiement.

## Œuvre

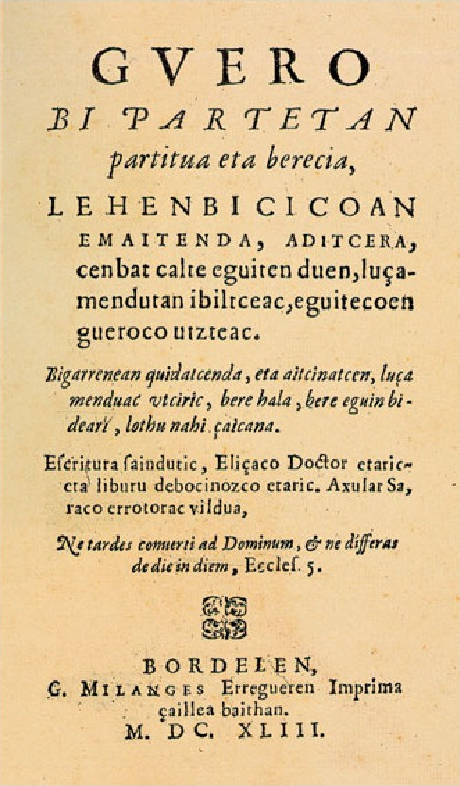
Gero, bi partetan partitua eta berezia (1643)

Gero, bi partetan partitua eta berezia (1643), connu généralement sous le nom simplifié de Gero (Après en basque), a été la seule œuvre d'Axular. Le titre complet est traduit en français comme : « Après, divisé et differencié en deux parties, dans on fait comprendre combien de méfaits causent le retard, le fait de laisser les travaux pour après. Dans la deuxième il est guidé à laquelle, en laissant les retards, il veut se consacrer immédiatement à ses obligations. À partir des Saintes Écritures, des docteurs de l'Église et des livres de dévotion. Compilé par Axular, curé de Sare. ». Dans son prologue adressé au lecteur, l'auteur indique ceci :
| …"Badaquit halaber ecin heda naitequeyela euscarazco minçatce molde guztietara. Ceren anhitz moldez eta differentqui minçatcen baitira euscal herrian, Naffarroa garayan, Naffarroa beherean, Çuberoan, Lappurdin, Bizcayan, Guipuzcoan, Alaba-herrian eta bertce anhitz leccutan". |

| …Je sais de même que je ne peux pas m'étendre à toutes les formes du basque. Puisqu'on parle de beaucoup de façons et différemment au Pays basque, dans la Haute-Navarre, la Basse-Navarre, la Soule, le Labourd, la Biscaye, le Gipuscoa, l'Alava et dans beaucoup d'autres endroits. |

Il s'agit d'une œuvre de littérature ascétique, composée de soixante chapitres, qui a été comparée au Guide de pécheurs de frère Louis de Grenade. Son contenu se résume dans le proverbe suivant « Gero dioenak bego dio » (« Qui dit plus tard, dit que ça reste »), c'est-à-dire laisser les tâches pour plus tard est la devise des paresseux. Pour justifier cela, Axular utilise des arguments et tournures d'auteurs classiques, qu'il met en rapport avec maîtrise et élégance. Bien que le titre implique l'existence de deux parties, l'œuvre n'est pas divisée en deux, pour des raisons inconnues.
Le livre est consacré à Bertrand d'Etxauz, alors archevêque de Tours, mais également le maître et protecteur de l'auteur.
Axular utilise une rhétorique propre aux sermons, ce qui semble venir de sa fonction de prédicateur. Son but est de changer le comportement humain, à l'aide d'une large gamme de ressources rhétoriques, avec trois intentions fondamentales :
- enseigner : il développe le sujet avec un style calme, tranquille, raisonné et avec de longues explications ;
- être agréable : il exemplifie continuellement avec des références et des proverbes ;
- toucher le lecteur : il utilise les éléments de style d'un sermon, c'est-à-dire l'utilisation de la seconde personne du singulier, des propositions brèves, interrogatives et exclamative.

## Critique de Luis Villasante
Axular est pointé par plusieurs auteurs de langue basque comme un modèle littéraire. D'après le critique et expert Luis Villasante, il existe cinq caractéristiques à un auteur modèle : 
- longévité : des auteurs reconnus font l'éloge de l'œuvre d'Axular depuis sa parution, tels que Joanes Etxeberri de Sara[5], Manuel Larramendi[6], Pedro Antonio Añibarro[7], Intxauspe, le prince Louis-Lucien Bonaparte, Julio Urquijo, Resurreccion Maria Azkue, José Luis Ormaetxea, Piarres Lafitte, Manuel Lekuona, ou encore Ibon Sarasola ;
- originalité : malgré les références fréquentes de Gero aux auteurs classiques et son inspiration au Guide des pécheurs de Louis de Grenade, l'originalité de l'œuvre n'est pas a remettre en cause. Le travail de l'auteur effectué en basque assure son originalité ;
- contenu : l'œuvre se centre autour d'enseignement de vie selon la foi chrétienne, c'est-à-dire la vie en tant que chemin vers Dieu, les méfaits produits par l'errance, ou bien le fait de repousser les tâches à plus tard. Axular attaque également la Réforme protestante via des proverbes et discours populaires ;
- style : l'auteur utilise un style littéraire flexible, passant d'une idée à l'autre en gardant son propos clair, sans pour autant utiliser un registre élevé. La répétition des mots, sons et structures syntaxiques parallèles, avec les allitérations et les questions rhétoriques, allègent la possible lenteur du sujet ;
- utilisation de la langue : l'utilisation de proverbes, jeux de mots et de synonymes assure que Gero soit compréhensible par tout bascophone. Axular maîtrise la prose rhétorique, comme le montre son traitement stylistique du sujet.

Selon Luis Villasante, Axular possède toutes ces caractéristiques.

## Prénom
Sa notoriété a rendu son nom populaire au Pays basque et son surnom a été repris comme prénom ces dernières années,.

### Personnalités portant ce prénom
- Pour l'ensemble des articles sur les personnes portant ce prénom, consulter :
  - la liste des articles dont le titre commence par ce prénom
  - les listes produites par Wikidata : Liste des personnes de prénom « Axular » — même liste en incluant les éventuels prénoms composés qui contiennent « Axular ».

### Sources
- (es) Cet article est partiellement ou en totalité issu de l’article de Wikipédia en espagnol intitulé « Axular » (voir la liste des auteurs).